# M24霞飛坦克

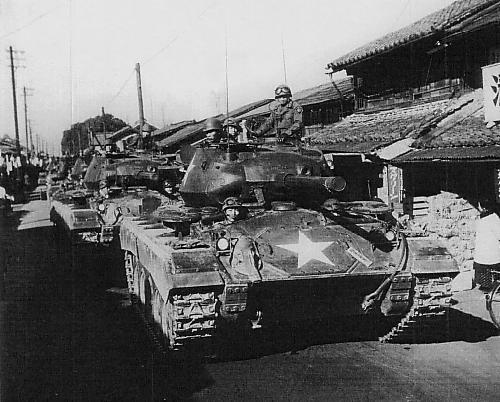
1953年1月，日本保安隊（陸上自衛隊的前身）使用的M24戰車在高崎市行進，戰車使用美國陸軍塗裝

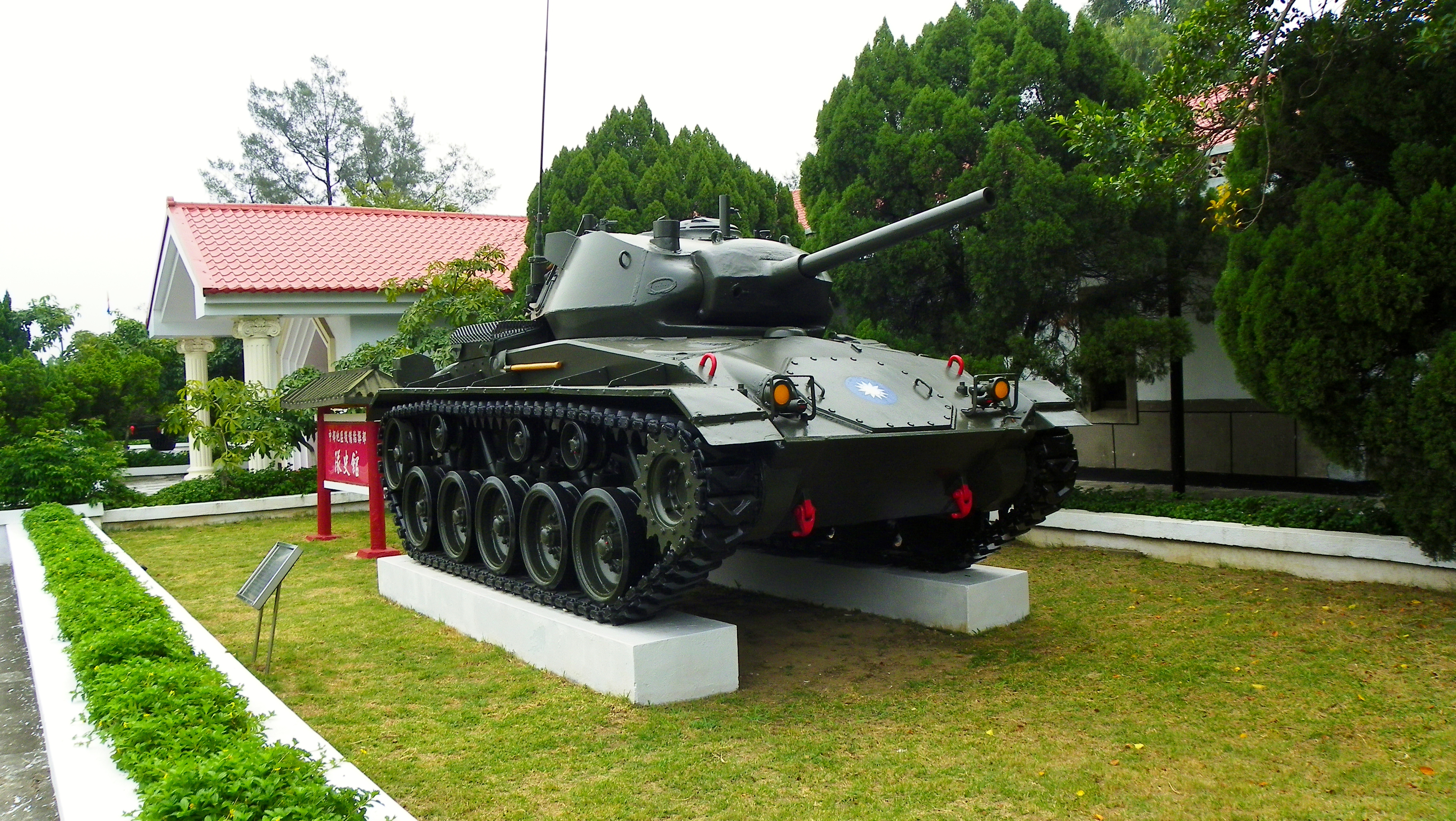
成功嶺歷史館前展示的中華民國陸軍M24A1戰車

M24霞飛（英語：M24 Chaffee）為一款美國在二次世界大戰中期服役的輕型坦克，並且使用於韓戰。本戰車是以擁有「美國裝甲兵之父」頭銜的小阿德納·霞飛將軍作為命名。

## 發展歷史
1942年北非一系列戰役爆發期間，美國陸軍派遣評估團隊到第一線戰場聽取受租借法案軍援M3/M5斯圖亞特坦克的使用者－英國陸軍意見，為下一代輕戰車提供設計基礎目標。英國陸軍的抱怨主要認為「37公厘戰車炮太小，最少要75公厘才夠。最好還要更厚的裝甲」；接受這種意見的美方決定以M5坦克的動力系統，加上改良的懸吊系統與75公厘火炮，25.4毫米厚度裝甲，以及重量不超過16公噸作為新的輕型坦克的設計標準。但M5A1使用的雙人砲塔太小，塞不下75公厘砲；T21輕型坦克因為重量達到21.5公噸而出局。
同時開發的還有T7坦克，T7原本只是想開發一種14噸的輕戰車，但是在美軍要求下變更設計強化火力、防護力；最後技術門檻成功過關，但重量也近乎翻倍，成為1輛全重24.5噸的中型戰車。1942年12月美國陸軍雖然一度有量產T7並正名為M7中戰車，但很快的高層就發現這項計畫產出的成品與M4中戰車性能沒差多少，於是擋下了量產，僅生產了零星十幾輛後計畫停止，美軍在1942年的一系列輕戰車開發最後便毫無進展。
1943年3月，美軍兵器委員會規範下一代輕戰車目標，新型戰車將要安裝75公厘炮，並使用M5輕戰車的動力系統。1943年4月，通用汽車凱迪拉克汽車部門與美國陸軍軍械兵偕同實施T24戰車開發計畫，新戰車在工程師的努力下控制在20噸以內。由於需要更大的三人砲塔與更重的火炮，所以T24戰車仍放棄了增厚裝甲的目標，改用達60度傾角的傾斜式裝甲擔負防禦需要。車體設計由M7中戰車改良，改用扭力桿懸吊系統，並有著低矮的輪廓降低可視距離。火炮則使用自B-25H轟炸機上使用之T13E1式75公厘主砲改良而來的M6戰車炮，新的主炮具有更緊緻的後座緩衝設計，同時和美軍中戰車用75公厘砲彈種共通。
T24戰車於1943年10月15日完成，交付給軍械處至亞伯丁測試場測評，而軍械處同樣認為設計非常成功，因此軍械處即刻簽下1,000輛新車訂單，隨後訂單增加到5,000輛。在修改若干測試時出現的問題後，1944年3月開始量產。霞飛坦克在兩處工廠量產，4月開始在凱迪拉克，7月開始在Massey-Harris。1945年1月時已完成4070輛，在1945年8月停產前裝配線總共完成了4,731輛霞飛坦克。其中一些霞飛坦克提供給英國陸軍，根據英國給戰車名字的傳統，它被命名做「霞飛」。

## 戰鬥及服役歷史
M24的任務為取代當時不敷需求的M5輕戰車，第一批34輛霞飛在1944年12月運抵法國編入美軍第二騎兵大队（機械化），這34輛戰車分配到第2騎兵偵查營以及第42騎兵偵查營兩個單位的F連中，每連下轄17輛輕戰車；隨後這些單位都參加了突出部之役，其中有2輛M24轉隸美國第一軍的740戰車營。雖然1944年12月後大量的霞飛戰車投入服役，不過大部分的裝甲單位直到德國投降前都還沒接收到M24，只能用手上的M5繼續擔負作戰任務。
M24的整體性能可說是二戰時期性能最好的輕戰車，不過一方面也是因為大部分能設計戰車的國家在現實戰場考量下均專注在開發更好的中型坦克與重型坦克，讓輕戰車出現生產斷層，使得霞飛坦克的競爭對手減少。裝甲單位的報告特別讚揚它的越野性能及可靠度。其中75公厘炮是最讓人讚賞的設計，由於火力強化，採用輕戰車的偵搜部隊面對德軍戰車不再陷入只能挨打的局面，在突出部時曾擊毀德軍四號坦克，不過因為M24的裝甲薄弱，面對德軍戰車以及反戰車炮的生存性不高，甚至單兵反戰車武器就可對M24造成足夠傷害。而M24因為來的太慢也太少，因此對歐戰並沒有決定性影響。
韓戰時，一些霞飛坦克從日本運到韓國，用來對付北韓的T-34-85坦克，但75短管炮的火力很難對這種中型坦克造成傷害。M24後來用於搭配M4中戰車、M26潘興坦克、M46戰車等主力戰車進行偵蒐打擊，這種組合讓主力戰車部隊獲得更好的作戰效率。
如同第二次世界大戰其他的成功裝備，在1950年代霞飛坦克以軍援物資大量提供給美國友邦並應用在區域衝突中，如韓戰、越戰、1971年印巴戰爭都出現M24的身影。不過大多數國家的M24隨即被更優秀的M41輕戰車取代。

## 美國以外的M24用戶改裝方案
最早研究如何強化M24的國家，是戰後在越南大量配備M24戰車的法國。M24最大的問題是其75mm主炮反裝甲火力不足，1956年法國曾嘗試將AMX-13輕型坦克的搖擺式炮塔與70倍徑長的75公厘高初速戰車炮裝上M24戰車，但測試結果不了了之，很可能是改裝後沒有獲得期望之上的效果。不過讓人玩味的地方卻是法國在阿爾及利亞的綏靖作戰中，AMX-13反戰車火力較強的75公厘主砲因為彈種彈性太少被認為不實用，反而是彈種較為完整的M24戰車用主炮更適合當地作戰，所以法軍把M24戰車的砲塔拔給AMX-13安裝，更名為AMX-13-Chaffee，這批戰車在1959年5月至1960年3月改造了150輛，後來作為訓練用。在1967年法國有廠商建議將M24主砲換為D/925低膛壓90公厘戰車炮，這個概念法國最後並無使用，但在挪威的改良案中起死回生。
挪威在1972年決定把它們服役中的123輛M24中，留下54輛作為偵查用途，其餘79輛霞飛戰車改裝為驅逐戰車，型號為NM-116，首輛改良車在1973年1月交車測試，改裝則在1975年1月至1976年10月進行。後來計算認為，NM-116的改良成本每輛車要價100萬挪威克朗，花費是採購同級戰車的三分之一。
NM-116改造工程由挪威公司Thune-Eureka統籌規劃，包含將動力包件改換為與M113裝甲運兵車相同動力的6V-53T液冷柴油引擎、艾利森MT-650變速箱，油箱增加到250公升，以及適合挪威氣候條件的引擎加熱設備；增設夜視裝置與辛瑞公司（Simrad）製雷射測距儀，火炮則更換為法國製D/925低膛壓90公厘戰車炮，廢除車體機槍，將機槍手空間改置砲彈，NM-116在挪威軍服役到1993年退役。
挪威的研發成果後來被美國NAPCO公司購入，NAPCO推銷時找到兩個有興趣的客戶：希臘、中華民國。中華民國陸軍採購了動力系統的設計修改授權，其它則沒有調整；在改良引擎及驅動系統後更名為M24A1。主要改裝為將原汽油引擎更換為GM通用動力之6V53T柴油引擎，使續航力及輸出馬力均有上升，安全可靠性有所改善。其他的改變包括了廢除了副駕駛手座及所附屬的30機槍，對空50機槍則移至車長出入口旁，引擎蓋上加裝裝甲等。升級後的M24A1配發於裝甲騎兵或低強度單位使用，1994年國軍開始將全國的M24A1移交至台灣東部的宜蘭、花蓮、臺東地區裝甲單位集中運用（考慮花東地區道路較為狹小，適合該小型坦克機動迴旋）。中華民國陸軍的M24A1最後集中在宜蘭的151師（現蘭指部）784戰車營，並至少在該單位使用至1996年底（全面除役時間不明）。其中一些車輛在1996台海飛彈危機時移交至馬祖支援。

## 衍生型

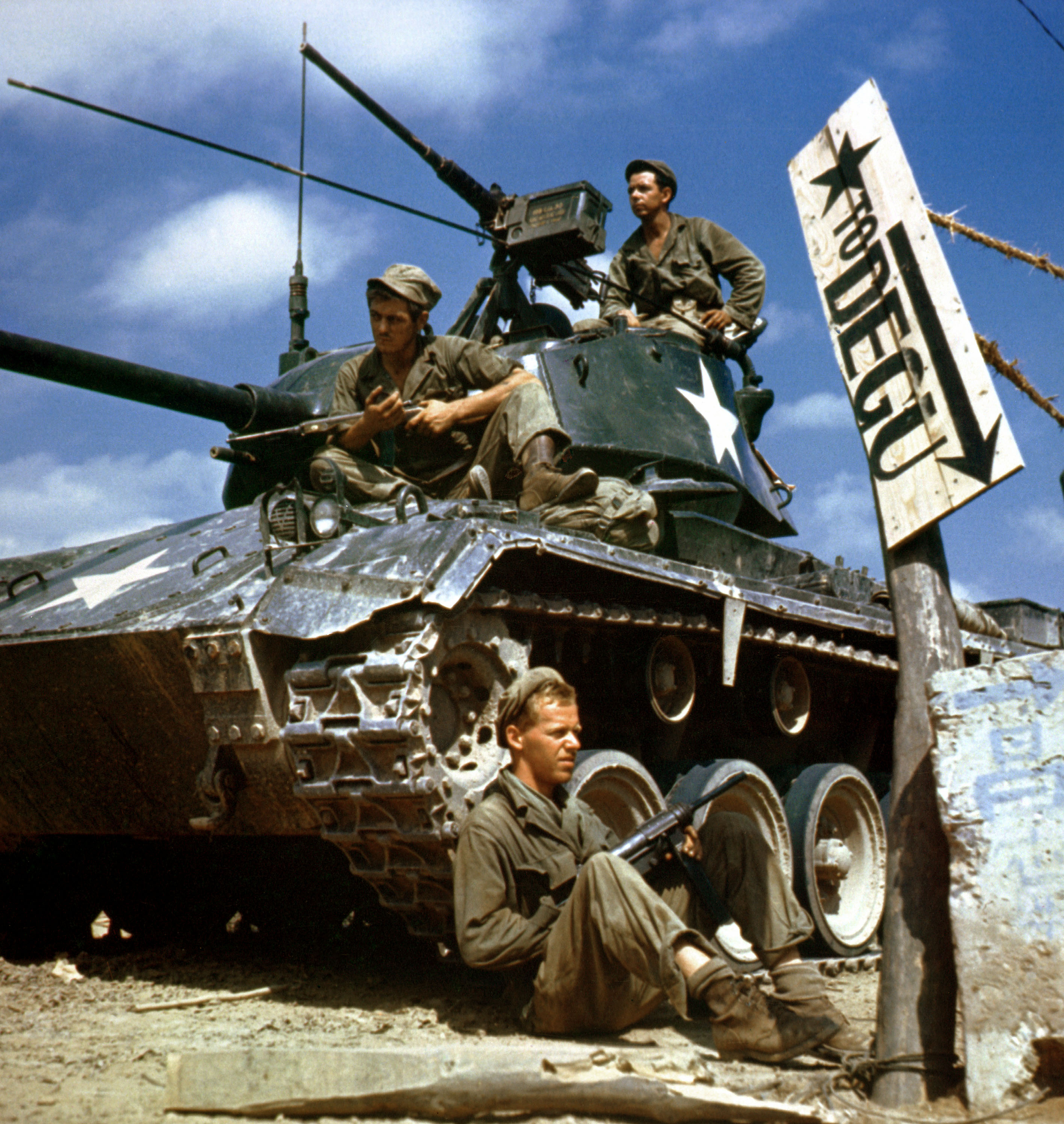
韓戰時的美軍M24

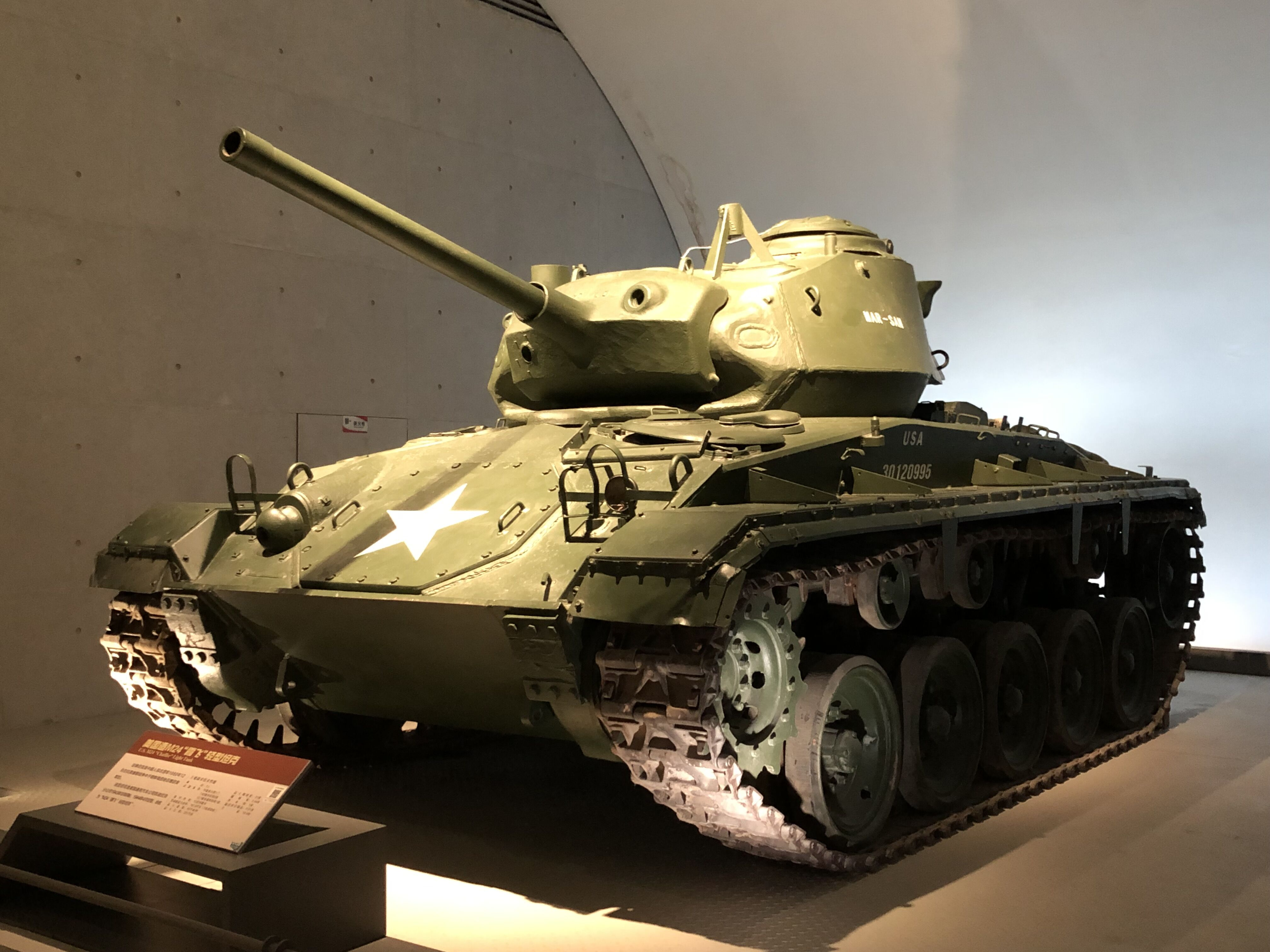
志愿军于韓戰时俘获的M24，收藏于军事博物馆

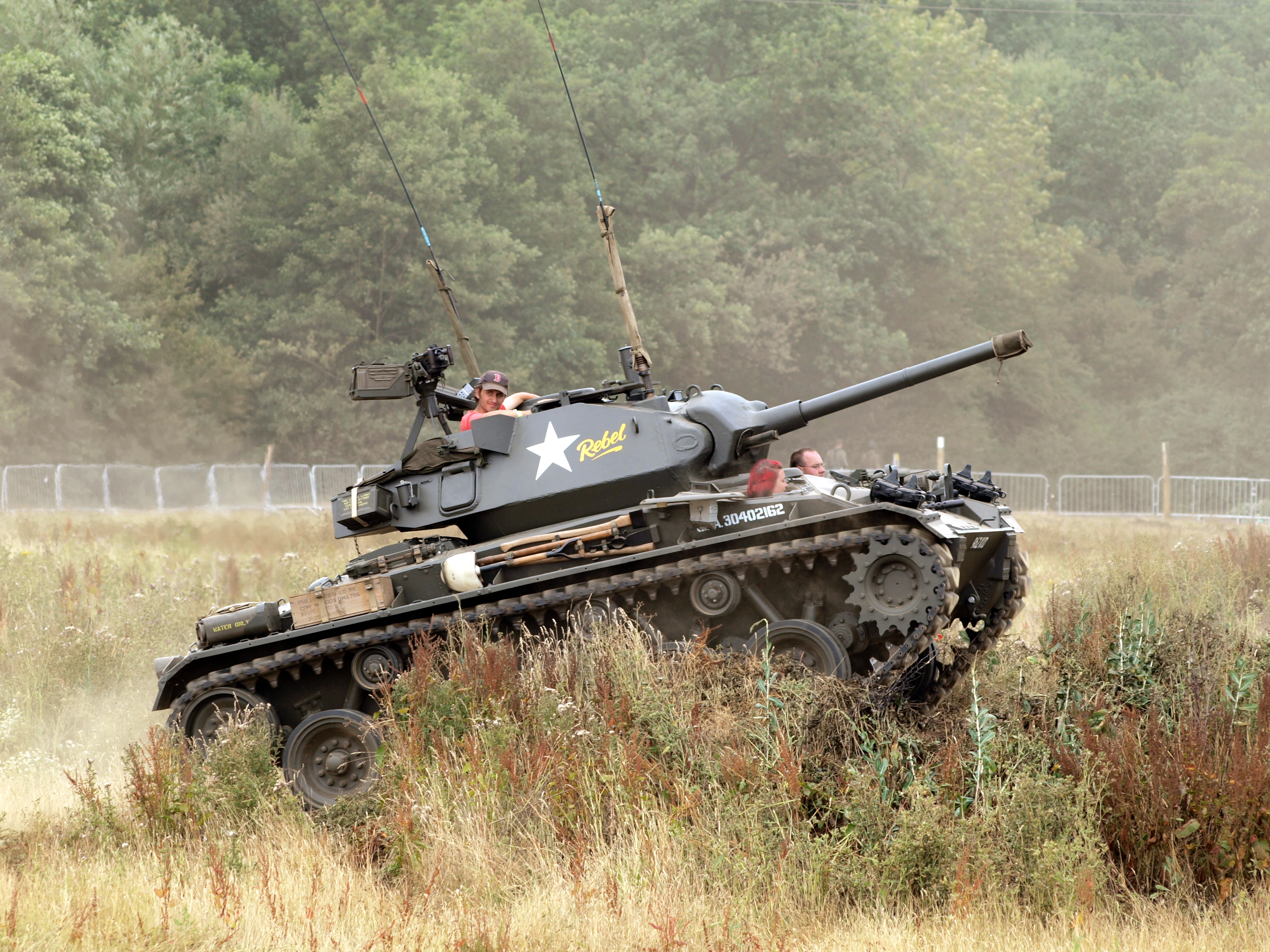
越野性能高是M24的特點

- T24輕型坦克（Light Tank T24）

原型版本，即後來的M24輕型坦克（Light Tank M24）
- T24E1輕型坦克（Light Tank T24E1）

以原型版本改用Continental R-975-C4引擎及Spicer變速箱，只有一架T24原型在1944年10月進行測試。T24E1的性能比M24更好，但變速箱卻出現可靠性問題。
- M19防空炮（M19 Gun Motor Carriage）

引擎移至車體中部，在車體後部換裝一門雙聯裝M2 40毫米機炮炮塔（備彈336發），美軍在1944年8月訂購了904架，但只有285架投入戰場。
- M37 105毫米榴彈砲（M37 105 mm Howitzer Motor Carriage）

用於取代M7牧師自走炮，換裝M4 105毫米榴彈砲（備彈126發），訂購了448架，316架投入戰場。
- M41 155毫米榴彈砲（M41 155 mm Howitzer Motor Carriage，又名Gorilla）

引擎移至車體中部，換裝M1 155榴彈炮，訂購了250架，60架投入戰場。
- T77防空炮（T77 Multiple Gun Motor Carriage）

在新型機槍塔上裝有6門.50口徑白朗寧M2重機槍的自走防空炮。
- T9、T13通用載具（T9, T13 Utility vehicles）

移除主炮的多用途車輛版本，其中T9裝有推土鏟。
- T22E1、T23E1、T33貨物運輸車（T22E1, T23E1, T33 Cargo carriers）
- T42、T43貨物牽引車（T42, T43 Cargo tractors）

以T33改裝而成，T42裝有M18地獄貓的變速箱，T43的是T42的輕量化版本。
- T6E1裝甲回收車（T6E1 Tank recovery vehicle）
- NM-116

挪威在1974至1975年的升級改良版本，移除車頭的球型機槍塔，換裝90毫米主砲、加上雷射測距儀及改用柴油引擎。

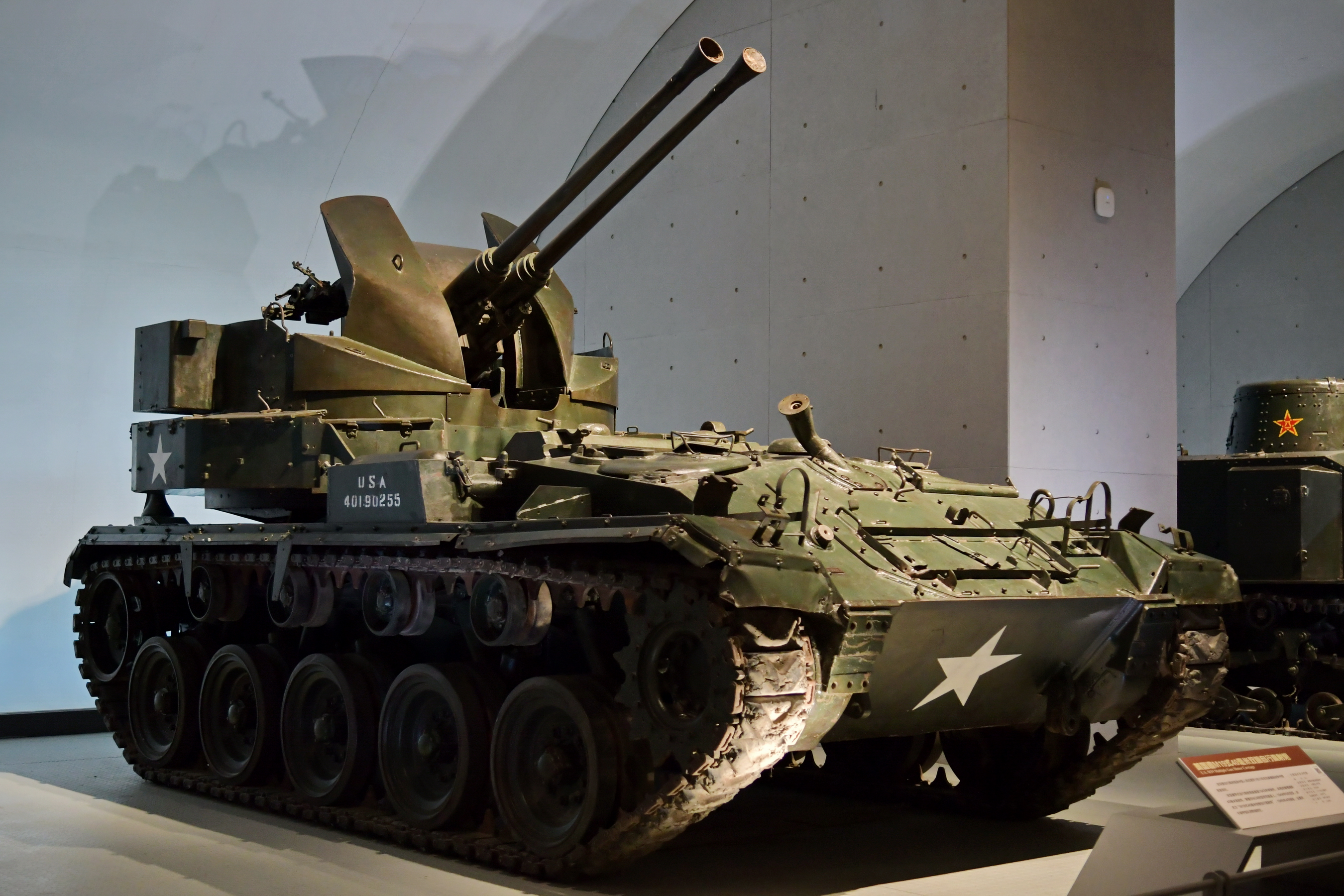
M19 40毫米双管自行高射炮，收藏在中国人民革命军事博物馆。
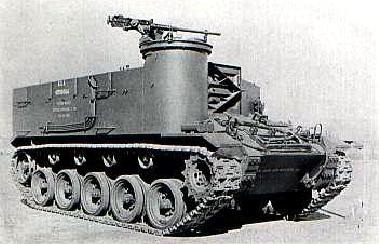
4.2吋迫擊炮車
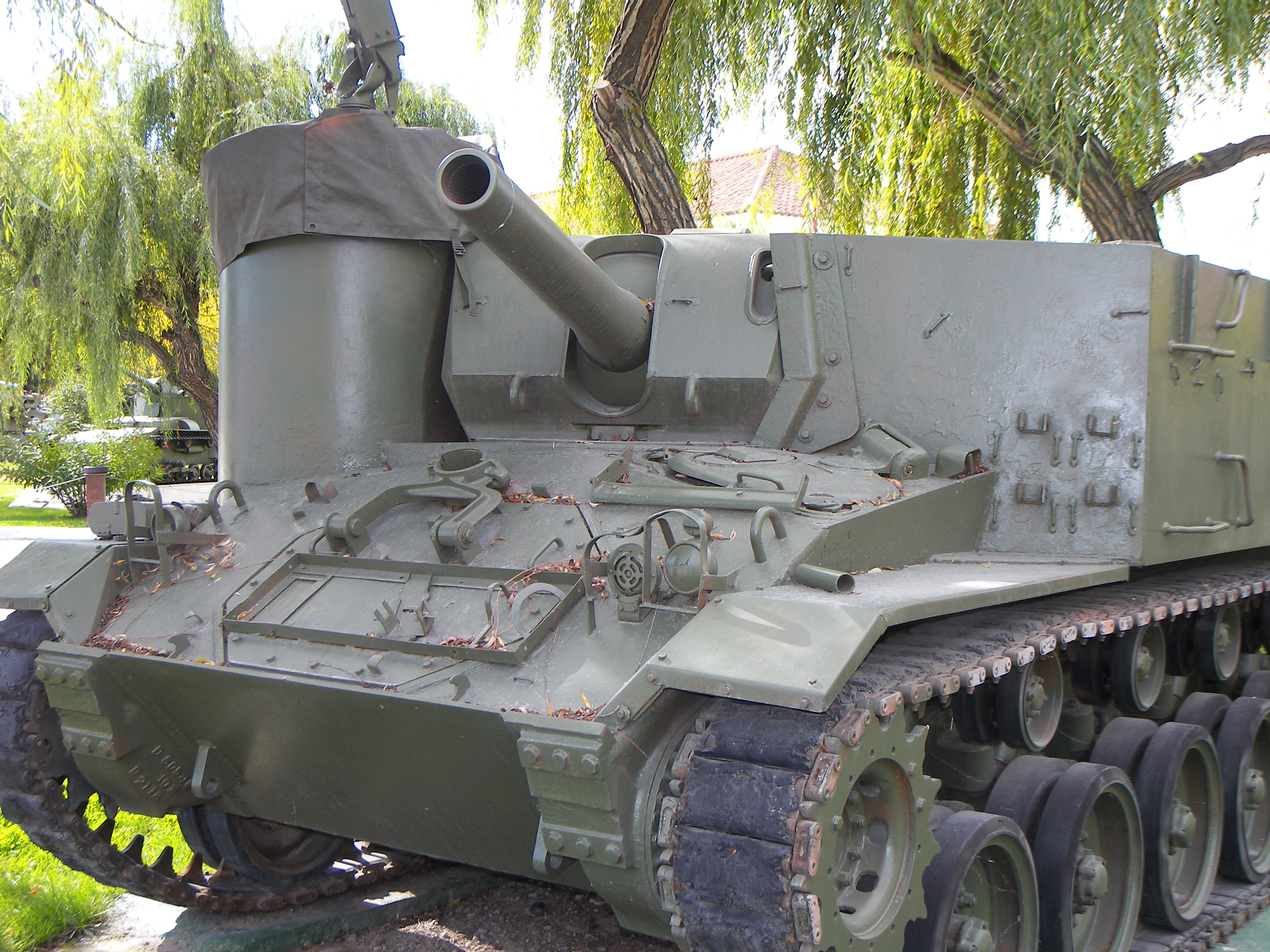
西班牙陸軍的M37 105毫米自走炮
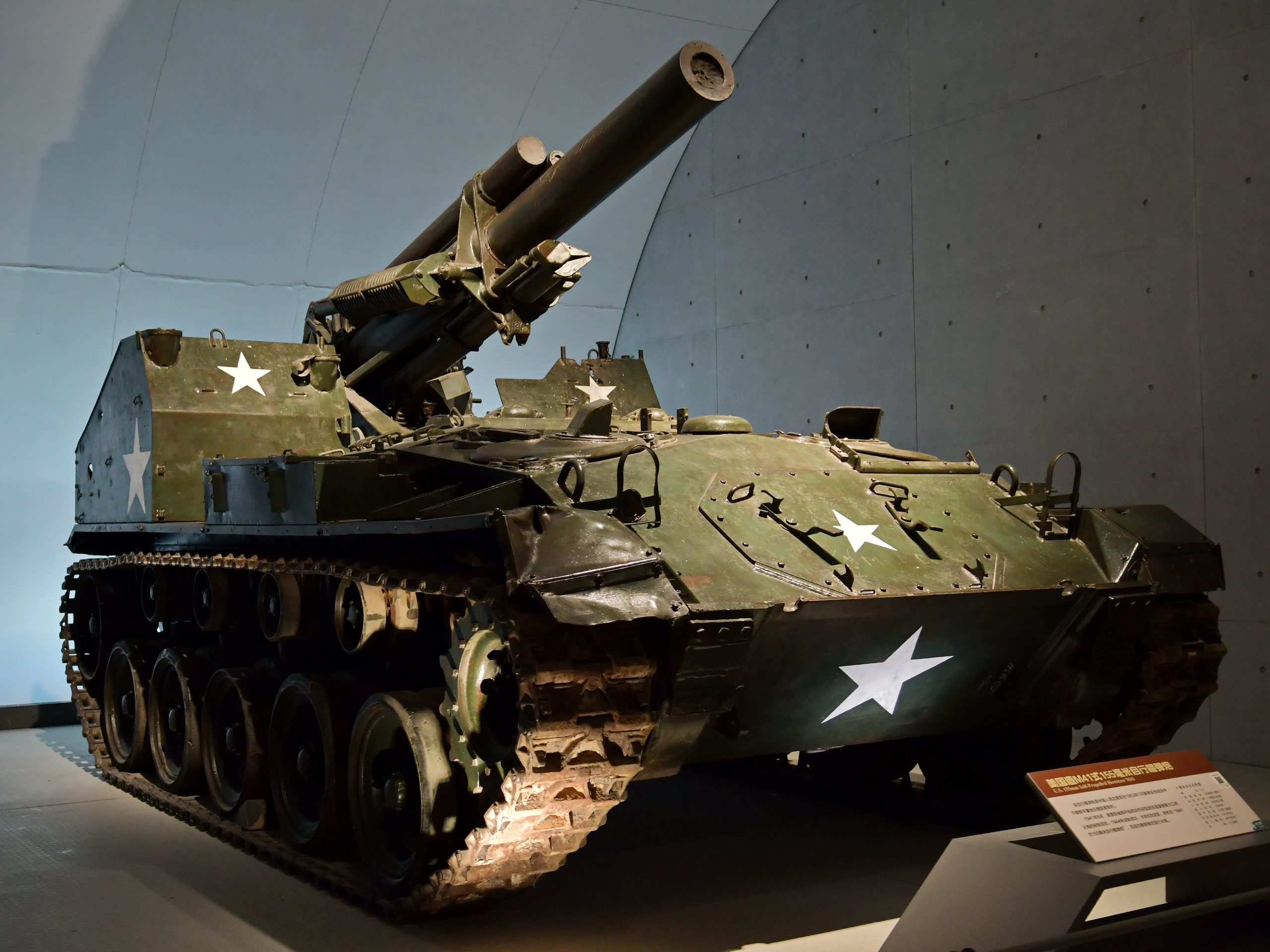
收藏在中国人民革命军事博物馆中的M41 155毫米自行榴弹炮

## 中華民國陸軍對M24霞飛戰車的改良項目

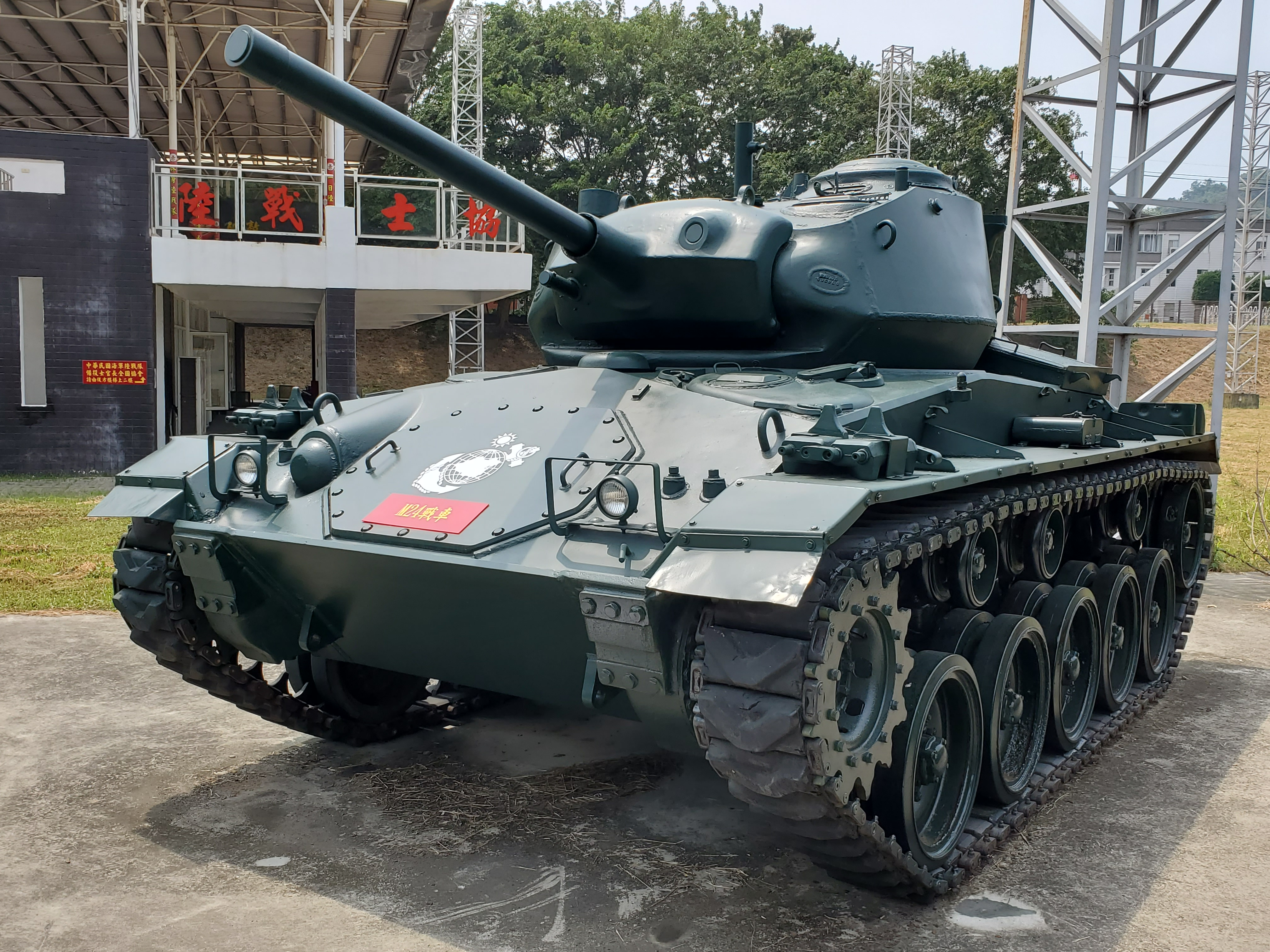
陸戰隊隊史館收藏之M24霞飛輕戰車前視圖

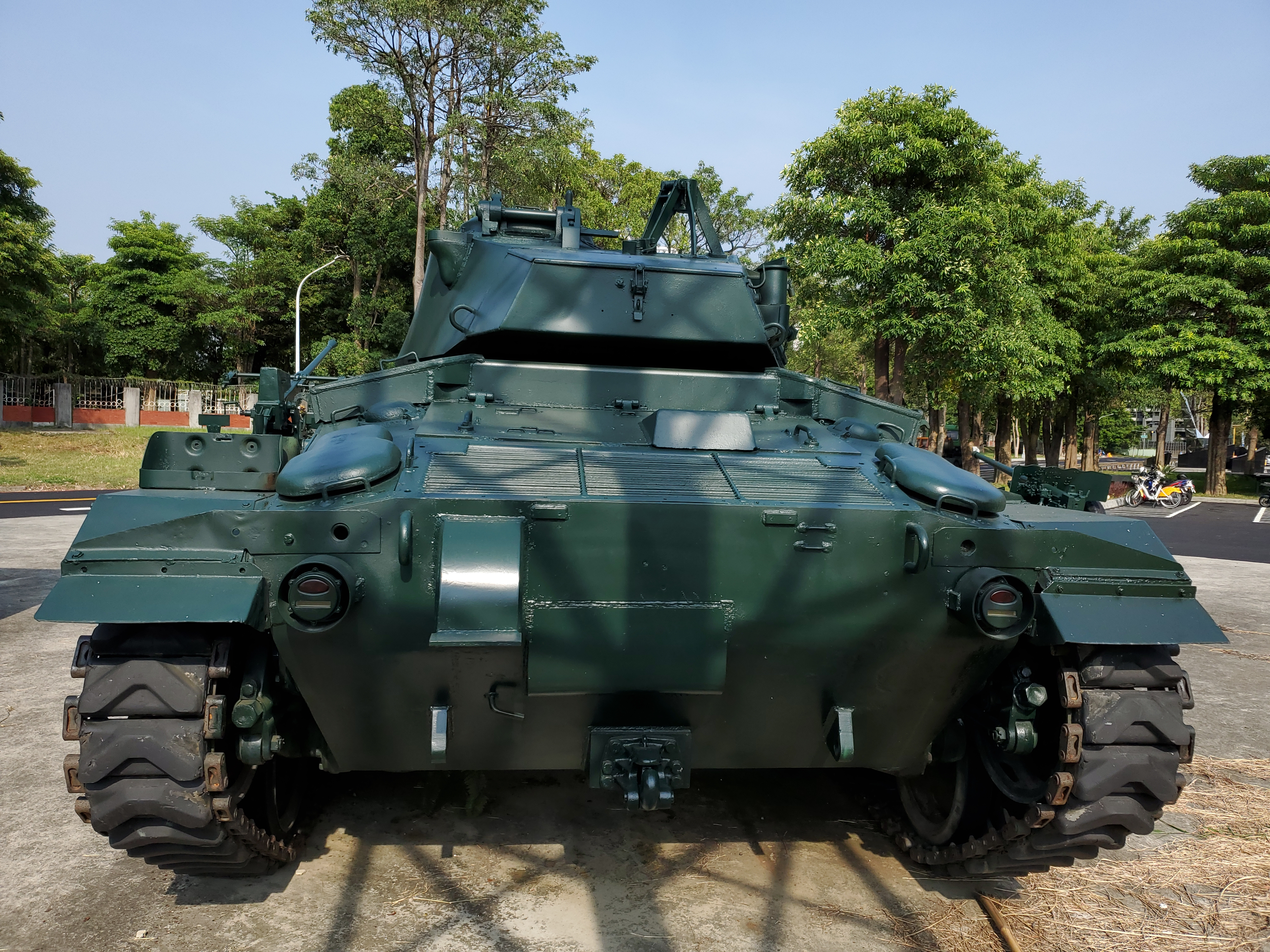
陸戰隊隊史館收藏之M24霞飛輕戰車後視圖

- 使用了與M551、M113同款的6v53t發動機與更新變速箱傳動系統，戰車最高速度達到每小時65公里
- 廢除通訊員和機槍設置
- 對空機槍改變位置至車長座
- 引擎艙外部加裝裝甲防護

## 使用國家

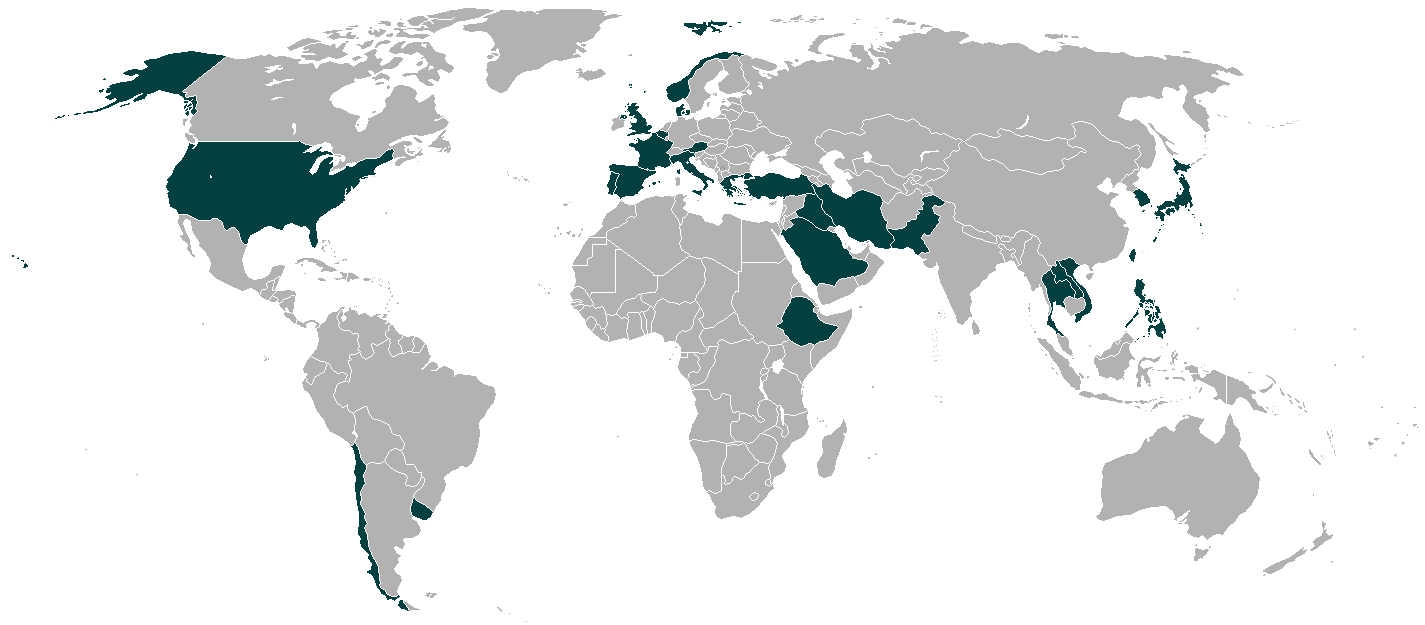
M24使用國

- 奥地利
- 比利时
- 柬埔寨
- 智利
- 丹麦
- 衣索比亞
- 法國
- 希臘
- 伊朗
- 伊拉克
- 義大利
- 日本
- 荷蘭 - 荷蘭於二戰後操作50輛M24戰車，並於1962年左右除役。
- 挪威 - 1950年代操作約123輛M24，1993年全數除役。
- 巴基斯坦
- 菲律賓 - 數量不詳。
- 葡萄牙
- 中華民國 - 服役末期曾有將M24停放於碉堡當成岸防炮的使用紀錄。
- 大韓民國- 1950年代曾有30輛M24用於訓練任務，之後此批戰車轉移給中華民國陸軍使用。
- 沙烏地阿拉伯
- 越南共和国- 南越陸軍跟南越空軍皆有使用，前者在M41服役之後退居二線，部分移除引擎之後當成固定碉堡使用，南越空軍的M24則用於機場防衛。
- 西班牙
- 泰國
- 土耳其
- 英国
- 乌拉圭 - 17輛升級過的M24戰車。
- 美国
- 越南

## 备注
1. ↑  美国陆军骑兵编制中的大队（Group），为团级单位。